# تریجن لانگدو
تریجن لانگدو (انگلیسی: Trajan Langdon؛ زاده ۱۳ مهٔ ۱۹۷۶) یک بازیکن بسکتبال اهل ایالات متحده آمریکا است.